# El Ach
El Ach è un comune dell'Algeria, situato nella provincia di Bordj Bou Arreridj.